# Home Guard
A Home Guard (inicialmente "Voluntários locais de defesa" ou LDV ) foi uma organização de defesa do exército britânico durante a Segunda Guerra Mundial. Operacional a partir de 1940 até 1944, a "Guarda Home" – compreendia 1,5 milhão de voluntários locais, normalmente pessoas não elegíveis para o serviço militar, geralmente devido à idade, daí o apelido de "Dad's Army", ela atuou como uma força de defesa secundária, principalmente no caso de uma invasão pelas forças nazista  da Alemanha e seus aliados.
Ela guardava as áreas costeiras da Grã-Bretanha e outros locais importantes, como aeroportos, fábricas e lojas de explosivos.

## História

### Desenvolvimento inicial
As origens da Guarda Nacional pode ser atribuída ao capitão Tom Wintringham, que voltou da Guerra Civil Espanhola e escreveu um livro intitulado Como Reformar o Exército. No livro, assim como um grande número de reformas no exército regular, Wintringham descrevia como  criar de 12 divisões semelhantes em composição ao das Brigadas Internacionais, que tinha sido formado na Espanha durante o conflito; as divisões deveriam ser formadas através de um processo de alistamento voluntário visando ex-militares e jovens.  Apesar de grande interesse do Ministério da Guerra de treinar 100.000 homens o programa não foi implementado imediatamente.